# Einmal Hexe…
Einmal Hexe… (spanisch: Siempre Bruja) ist eine kolumbianische Fantasy-Dramedy-Serie über Carmen Eguiluz, eine zeitreisende Hexe und Sklavin aus dem Jahre 1646. Die Handlung spielt abwechselnd im 17. Jahrhundert und 2019/2020 in Cartagena, Kolumbien.
Am 1. Februar 2019 wurde die erste Staffel auf Netflix veröffentlicht, am 28. Februar 2020 dann die zweite Staffel. Die Serie ist auf Spanisch und Englisch mit deutschen, englischen, französischen, russischen oder spanischen Untertiteln verfügbar.

## Handlung
In Einmal Hexe… ist Carmen Eguiluz (Angely Gaviria) im Jahre 1646 der Hexerei angeklagt und soll nach der Vorstellung der Inquisition auf dem Scheiterhaufen brennen. Während Carmen auf ihre Hinrichtung wartet, trifft sie im Kerker den Zauberer Aldemar, mit dem sie einen Pakt schließt. Durch diesen Pakt reist sie durch die Zeit ins Jahr 2019, doch muss sie ihm dafür einen Gefallen leisten. Im Jahre 2019 wohnt Carmen in einem Hotel und freundet sich schnell mit Johnny Ki, dem Enkel einer Hotelbesitzerin, sowie den Biologiestudenten Alicia, Mayte, León und Daniel an. Sie soll einen Stein zu Ninibee bringen. Ninibee ist eine Professorin und verschwindet, nachdem Carmen ihr den Stein gegeben hat. Carmen versucht Ninibee oder ihre Schülerin zu finden, um wieder ins Jahr 1646 zurückzukehren. Sie denkt, dass Alicia diese Schülerin ist, da sie mit Ninibee kurz vor ihrem verschwinden gesprochen hat.

## Entstehung und Veröffentlichung
Einfach Hexe… die zweite kolumbianische Auftragsproduktion des Video-on-Demand-Anbieters Netflix und wurde von Caracol Televisión produziert. Die Handlung basiert auf dem 2015 erschienenen Buch Yo, Bruja von Isidora Chacón. Netflix kündigte die Serie im Dezember 2017 an.
Am 1. Februar 2019 erschien die erste Staffel weltweit bei Netflix, die zweite Staffel folgte am 28. Februar 2020.

## Figuren
Hauptfiguren:
- Angely Gaviria als Carmen Eguiluz, eine mächtige Hexe aus den 1640er-Jahren, die ins Jahr 2019 reist.
- Dylan Fuentes als Johnny Ki, Carmens bester Freund.
- Sofia Bernal Araujo als Alicia, eine von Carmens engsten Freunden. In der zweiten Staffel fängt sie selbst zu hexen an.
- Valeria Henríquez als Mayte, Leóns feste Freundin und eine von Carmens engsten Freunden
- Carlos Quintero als León, Maytes fester Freund und ein enger Freund von Carmen.
- Sebastián Eslava als Esteban, Professor und enger Freund Carmens. Er ist Lucien, Aldemars Sohn.
- Lenard Vanderaa als Cristobal De Aranoa, Carmens Liebhaber im Jahre 1646.
- Luis Fernando Hoyos als Aldemar der Unsterbliche, ein mächtiger Zauberer der im Jahre 1646 gefangen halten wird und Carmen in das Jahr 2019 verhilft. (Staffel 1) Er stellt sich als böse heraus und ist der Vater von Lucien.
- Oscar Casas als Kobo, ein Pirat aus dem 17. Jahrhundert, der in das Jahr 2020 gelangt. Er hat eine mysteriöse Verbindung zu Alicia. (Staffel 2)

## Rezeption
In den Vereinigten Staaten bewertete die Kritik die Serie zwiespältig. Oft wurde die Darstellung der Afro-Kolumbianerin Angely Gaviria und ihre Rolle als starke, weibliche, Schwarze Hauptfigur gelobt. Andererseits sei die Liebesbeziehung der Sklavin zu dem Sohn ihres Besitzers fragwürdig und bediene unnötige Klischees. Eine Kommentarin meinte, als Telenovela sei die Serie vor allem unterhaltend gemeint, und hob hervor, dass sich in der Bewertung Unterschiede zwischen Menschen mit afroamerikanischem und Afro-Latino-Hintergrund zeigten.
Die Darstellung der Hexerei (brujería) empfand eine Kommentatorin als erfrischend und ungewohnt, eine andere Stimme meinte, es fehle die tiefergehende Darstellung der Besonderheiten für ein nicht-kolumbianisches Publikum. Außerdem wurde kritisiert, wie problemlos sich die zeitreisende Carmen in der modernen Welt zurechtfindet.

## Episoden
| Staffel | Episoden | Erscheinungsdatum |
| ------- | -------- | ----------------- |
| 1       | 10       | 1. Februar 2019   |
| 2       | 8        | 28. Februar 2020  |